# Hermite-Inseln
Die Hermite-Inseln (spanisch Islas Hermite) sind eine unbewohnte Inselgruppe im Feuerland-Archipel im äußersten Süden Chiles, rund 80 km südlich von Puerto Williams gelegen. Administrativ gehören die Inseln zur Gemeinde Cabo de Hornos in der Región de Magallanes y de la Antártica Chilena. Bei den Yámana hießen die Inseln Samajani, heute sind sie benannt nach dem niederländischen Admiral Jacques L’Hermite.

## Geographie
Zur Inselgruppe gehören sieben Inseln und zahlreiche Felsen. Größte und mit 516 m über dem Meer auch höchste Insel ist Isla Hermite (143,59 km²) im Westen der Gruppe, weitere große Inseln sind Isla Herschel (65,81 km²) und Isla Deceit (40,40 km²) im Osten. Die bekannteste Insel jedoch ist Hornos, im Süden der Gruppe; auf ihr befindet sich das Kap Hoorn, an der Südspitze Südamerikas. Nördlich der Hermite-Inseln liegen die Wollaston-Inseln. Beide Inselgruppen werden durch den Canal Franklin getrennt, der an den engsten Stellen 1,3 km (von der Isla Herschel zur Isla Freycinet) bis 1,5 km (von der Isla Herschel zur Isla Wollaston) misst.
Im Westen trennt die Bahía Nassau die Inselgruppe (speziell die Isla Hermite) vom 16 km entfernten Falschen Kap Hoorn auf der Hardy-Halbinsel der Insel Hoste. Im Süden liegt die Drakestraße, die Südamerika vom Antarktischen Kontinent trennt. 81 Kilometer südwestlich liegen die Diego-Ramírez-Inseln mit dem südlichsten Punkt Südamerikas.

Ansichten
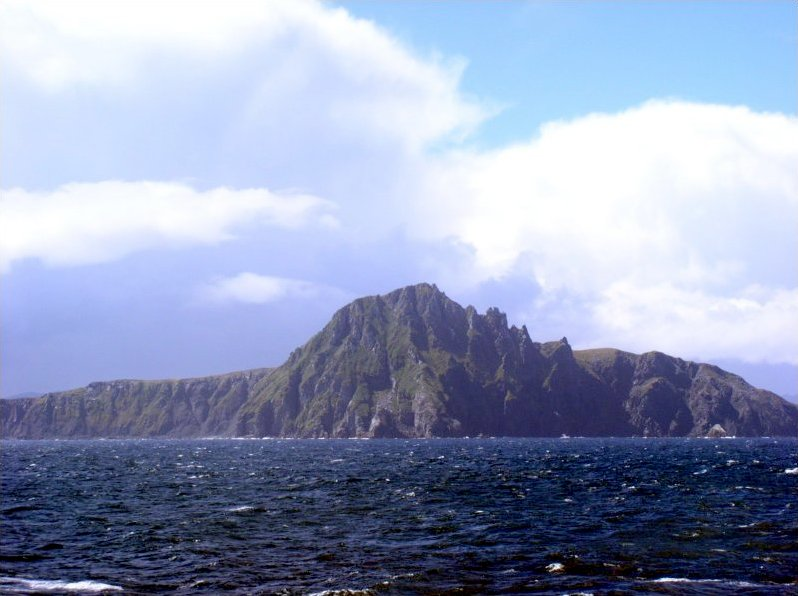
Kap Hoorn im Süden von Isla de Hornos
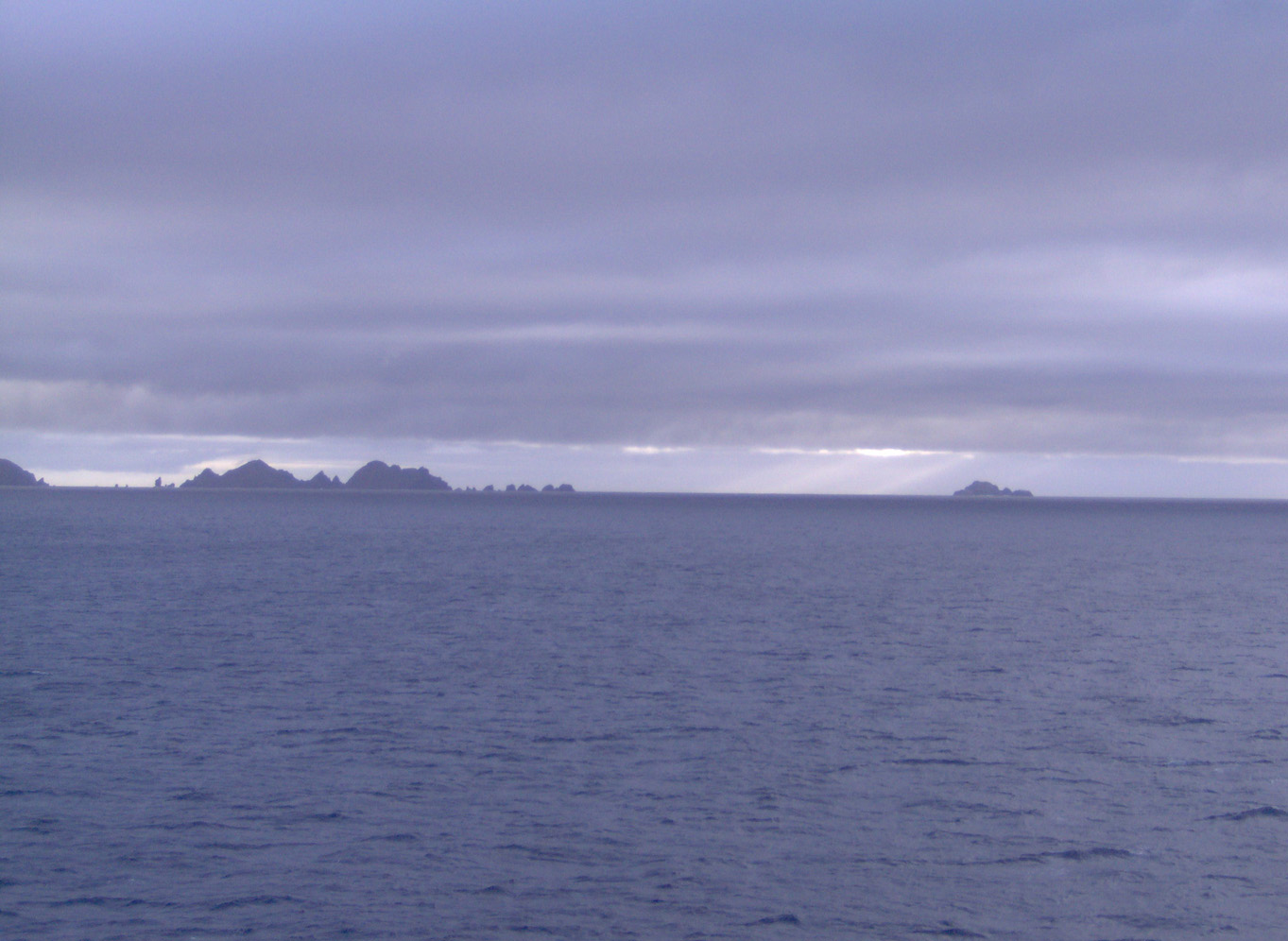
Isla Deceit und Los dientes o garras de Deceit von Hornos aus gesehen
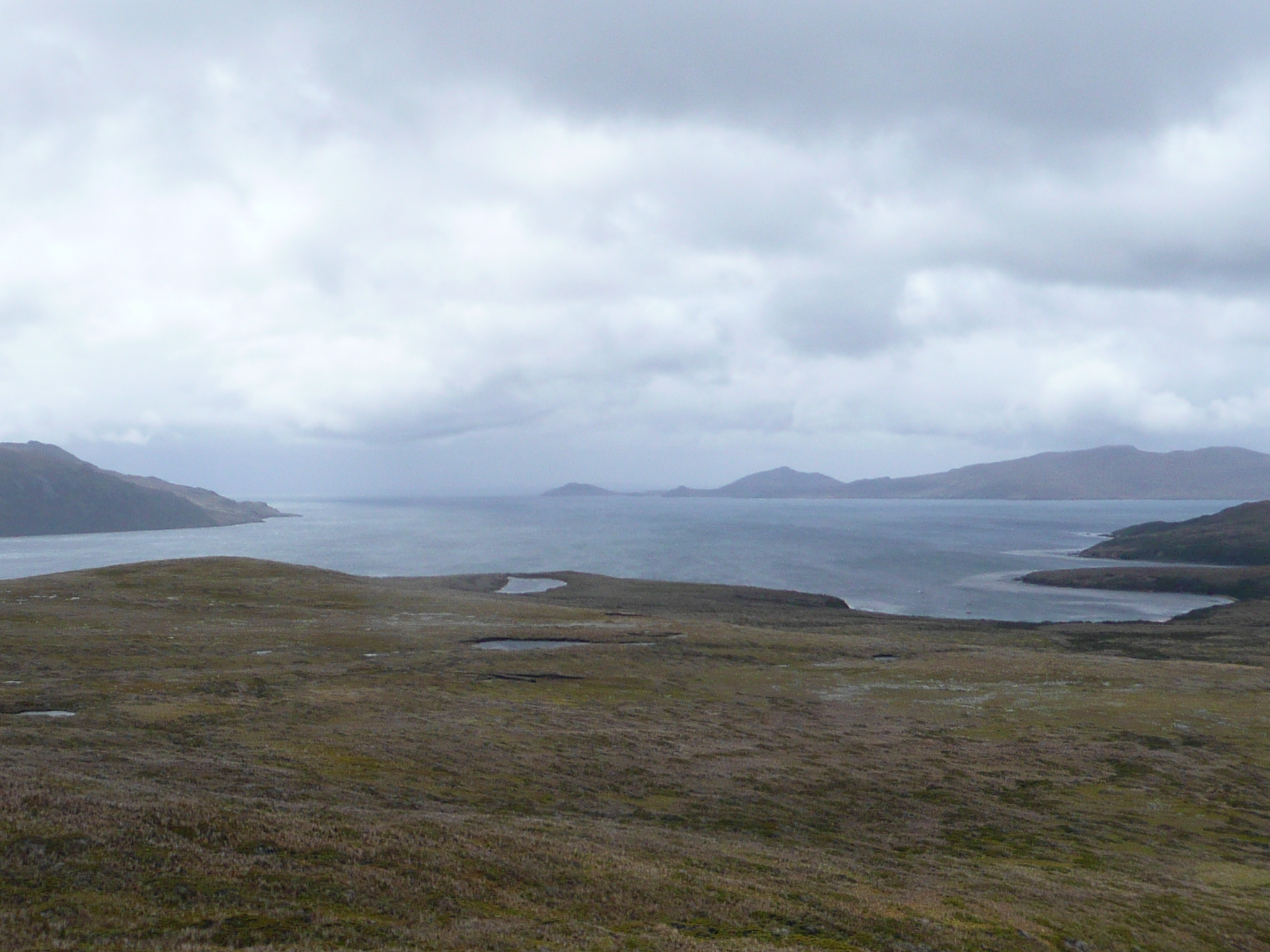
Blick über die Hermite-Inseln

Die Hermite-Inseln sind Bestandteil des Nationalpark Kap Hoorn.

### Klima und Vegetation
Klimatisch werden die Hermite-Inseln uneinheitlich entweder der kühlgemäßigten oder polaren Klimazone zugeordnet. Nur sehr wenige Autoren verorten über den Ozeanen der Südhalbkugel eine kaltgemäßigte „antiboreale“ Klimazone. Nach der bekannten Klimaklassifikation von Köppen & Geiger liegt die Insel im Tundrenklima (ET). Die  Jahreszeitenklimate nach Troll & Paffen weisen subpolares, hochozeanisches Klima (I.4) aus. Eine von der National Geographic Society unterstützte Expedition verortete den südlichsten Baum der Welt auf Hornos nahe Kap Hoorn, obgleich die Vegetation dem Typ „Magellantundra“ mit subpolarem Grasland zuzurechnen ist.